# 단피촌 (오사카부)
단피촌(일본어: 丹比村)은 일본 오사카부 미나미카와치군에 설치되었던 촌이다. 현재의 하비키노시의 서쪽 끝과 사카이시 미하라구의 일부에 해당한다.

## 역사
- 1889년 4월 1일 - 정촌제 시행으로, 단난군 단피촌이 발족.
- 1896년 4월 1일 - 미나미카와치군 소속으로 변경.
- 1956년 9월 30일 - 후루이치정·다카와시정·하니우촌·니시우라촌·고마가타니촌과 합병하여 미나미오사카정이 발족. 단피촌은 폐지됨.
- 1957년 4월 1일 - 미나미오사카정의 구 단피촌 지역 일부가 미하라정(현 사카이시 미하라구)에 편입.

## 교통

### 도로
현재는 구촌역에 미나미한나도로의 미하라 나들목이 소재하지만, 당시는 미개통

### 버스
에가노쇼역 방면에서 구촌역을 남북으로 지나는 긴테쓰 버스(당시는 긴키 닛폰 철도의 운영) 「단비선」이 지난다.

## 참고문헌
- 角川日本地名大辞典 27 大阪府